# Présomption d'innocence en droit canadien
La présomption d’innocence est l’un des principes les plus importants de la justice fondamentale dans la procédure pénale et cette présomption implique que toute personne doit être présumée innocente jusqu'à ce que sa culpabilité soit prouvée. Ce principe protège la liberté fondamentale de tous individus et est reconnu dans une série de documents de droits de l’homme, telle que : La Déclaration universelle des droits de l'homme ; Le Pacte international relatif aux droits civils et politiques; La Déclaration canadienne des droits; Charte canadienne des droits et libertes; etc.. Il y a d’abord deux éléments essentiels qui découlent de cette présomption, premièrement, il faut que la culpabilité de l’accusé soit prouvée hors de tout doute raisonnable et deuxièmement, la charge de preuve incombe à la Couronne (le ministère public).C'est lors du XXe siècle que la présomption d’innocence est devenue un droit fondamental. Toutefois, ce principe trouve son origine dans le Code Hammurabi (1792-1750 av. J.-C.), le droit romain (environ 533 av. J.-C.), ainsi que le droit canon (17e siècle).

## Son origine

### Le Code Hammurabi
Des traces de la maxime légale « innocent jusqu’à preuve du contraire » remontent au Code babylonien d’Hammurabi (1792-1750 av. J.-C.).  Selon les textes d’interdictions babyloniens, certaines infractions impliquaient une excommunication ou la mort et donc, l’un des principes fondamentaux du Code Hammurabi est que l’accusé bénéficie toujours de la présomption d’innocence afin d’éviter l’abus du système de justice. D’après le Code Hammurabi, dans toute la société primitive, c’est la partie accusatrice qui assume entièrement la charge de la preuve ainsi que la charge de l’accusation. La traduction des paragraphes 1 et 3 du Code Hammurabi se lit :
« Si un homme porte une accusation contre un homme, et l'accuse d'un crime (capital), mais ne peut le prouver, lui, l'accusateur, sera mis à mort.» 

« Si un homme, dans une affaire (en cours de jugement), porte un faux témoignage (menace), ou n'établit pas le témoignage qu'il a rendu, si cette affaire concerne la vie, cet homme sera mis à mort.»

### Le droit romain
On retrouve dans le Digeste de Justinien(22.3.2), qui date du VIe siècle, la règle « Ei incumbit probatio qui dictit, non qui negat» adoptée par le juriste Julius Paulus, qui veut dire que « La preuve incombe à celui qui affirme, non celui qui nie » et cette règle fut adopté par tous les systèmes modernes de jurisprudence. Bref, celui qui apporte une accusation incombe le fardeau de preuve ; une constitution de l’empereur Antonin de l’an 212 (av. J.-C.) proclamait « Celui qui veut porter une accusation doit avoir les preuves». En vertu de cette règle, si la partie demanderesse ne peut pas satisfaire au fardeau de preuve, la partie défenderesse doit être acquittée (actore non probante, reus absolvitur).
Dans le droit romain, on exigeait donc que les accusations se fondent sur la preuve persuasive et le fait d’accuser quelqu’un d’un crime ou de dénoncer « la réputation, la fortune, le statut et la vie d’une autre personne», sans preuve d’un comportement fautif était considéré comme étant une infraction grave. À cet égard, une constitution des empereurs Gratien, Valentinien II et Théodose Ier (382 apr. J.-C.) indiquait que des preuves, témoins fiables ou des faits incontestables « plus clairs que la lumière » (luce clarioribus expedita) devait corroborer toutes les accusations. En effet, le bénéfice du doute est accordé à l’accusé lorsqu’il y a absence de preuve suffisante et l’accusé n’est tenu de prouver son innocence que lorsque le fardeau de preuve est rempli.

### LeXIIeauXVIIesiècle
Du XIIe siècle au XVIIe siècle, la Ius commune était la common law de l’Europe et la Ius commune est le fruit d’une combinaison du droit romain et du droit canonique. Le droit canonique s’agit du droit promulgué par le christianisme et régit l’Église catholique. Le droit romain, le droit canon et la Ius commune sont d’abord les sources du principe de la présomption d’innocence.
De façon générale, par le début du XIIe siècle, le principe de la présomption d’innocence était intégré dans la jurisprudence de la Ius commue. Toutefois, pendant le milieu du XIIe siècle, les juristes s’accordent à dire que les crimes « notoires » et « odieux » ne nécessitaient pas d’examen juridique formel, comme l’a résumé Henricus de Segusio (l’un des juristes les plus distingués du XIIe siècle). Par conséquent, pendant le XIIe siècle, ceux qui était accusés de crimes notoires et odieux ne bénéficiait pas de la présomption d’innocence. C’est grâce à l’influence de Paucapalea (et les canonistes) entre 1250 et 1300 que les juristes ont commencé à soutenir que les règles fondamentales de la procédure pénale ne pouvaient pas être omises par les autorités, donc que le droit d’avoir sa cause entendue en justice est absolu.

### LeXVIIIesiècle(Angleterre)
La maxime légale « innocent jusqu’à preuve contraire » est née lors du XIIe siècle et elle a survécu dans la jurisprudence universelle de la Ius commune (la fin du Moyen Âge et au début de l’époque moderne). Cette maxime résume tous les droits procéduraux que chaque homme devrait avoir et accordent aux accusés le droit absolu de comparaitre, de voir leur affaire entendue par une audience publique, d’avoir recours à un avocat, de présenter des preuves, etc. . Un avocat britannique Sir William Garrow (1760-1840), est le premier a articulé le principe « innocent jusqu’à preuve contraire », lors d’un procès de 1791 à l'Old Bailey. La présomption d’innocence est devenue un élément essentiel de la pensée juridique des Anglo-saxons. Cependant, ce n’est que lors du 20e siècle que le droit à la présomption d’innocence est devenu un droit absolu.

## La présomption d’innocence avant l’adoption de laCharte canadienne des droits et libertés
Au Canada, avant l’adoption de la Charte canadienne des droits et libertés, les tribunaux se penchaient sur l’affaire Woolmington v DPP [1935] UKHL 1, AC 462. L’affaire Woolmington est d’une grande importance internationale de la common law et joue un rôle primaire dans le développement du droit (les principes des accusations pénales). Lors de la Cour d’appel, le Viscount Stankey stipule que :
« Dans toute la toile du droit pénal anglais, un fil d'or est toujours visible : il est du devoir de l'accusation de prouver la culpabilité du prisonnier...»
Même que cette règle n’est pas absolue, elle est considérée comme le « fil d’or » du droit pénal.
En 1948, les Nations-Unies ont adopté la Déclaration universelle des droits de l’Homme et à l’article 11 du document, on trouve la présomption d’innocence comme étant un droit garanti à tout homme lors d’une accusation d’infraction pénale. C’est donc devenu un droit de l’homme international selon l’article 11 de la Déclaration. Par la suite, en 1960, le gouvernement canadien a adopté la Déclaration canadienne des droits et selon l’article 2(f), toute loi canadienne doit être interprété et appliqué de façon qui ne prive aucune personne accusée d’une infraction du droit d’être présumé innocent.  Après l’adoption de l’article 2f) de la Déclaration canadienne des droits, la présomption d’innocence au Canada commence à prévaloir, cependant, les tribunaux canadiens continuaient à ignorer le conflit entre les clauses de renversement de fardeau du Code criminel et le droit à la présomption d’innocence au Canada. Avant l’adoption de la Charte canadienne des droits et libertés, il y a deux décisions historiques qui démontrent comment les tribunaux canadiens ont interprété la présomption d’innocence selon la Déclaration canadienne des droits: R c Appleby (1971), [1972] RCS 303 et R c Sault Ste. Marie [1978] 2 RCS 1299.
Dans R c Appleby, la Cour Suprême du Canada est tenue décider sur une question de conflit entre les articles 237(1)(a), et 224A(1)(a) du Code criminel et le principe de la présomption d’innocence. Selon la majorité de la Cour, il peut y avoir une condamnation même si un des éléments essentiels « soin ou contrôle » n’a pas été prouvé hors de tout doute raisonnable. La Cour Suprême dans cette affaire stipule que le droit d’être présumé innocent était sujet à des exceptions statuaires et que la présomption de culpabilité de « soin ou contrôle » selon l’occupation du siège du conducteur n’est pas contraire à l’article 2f). D’après eux, les termes de l’article 2f) doivent être considérés comme concevant une loi qui reconnait l’existence de telles exceptions qui renverse le fardeau de la preuve d’un ou plusieurs des éléments constitutifs d’une infraction, lorsque certains faits spécifiques ont été prouvés en fonction de ces éléments constitutifs.
Dans l’affaire R c Sault Ste-Marie, la Cour Suprême du Canada a introduit un nouveau principe de droit, les infractions de responsabilité stricte. Les infractions de responsabilité stricte se trouvent entre les infractions de mens rea et les infractions de responsabilité absolue. Selon la Cour, lorsque la Couronne fait preuve que le défendeur a commis l’acte interdit hors de tout doute raisonnable, quant à l’élément de mens rea, la Couronne n’a pas à prouver qu’il y a eu négligence, lorsque le défendeur ne peut pas établir qu’il y a eu « diligence raisonnable » Comme la Cour Suprême vient dire plus tard, après l’adoption de la Charte dans R c Wholesale Travel Group Inc, 1991 CanLII 39 (CSC), cette exigence est équivalente à une exigence d’une diligence raisonnable sur la base de la prépondérance des probabilités et donc va à l’encontre de la présomption d’innocence.
Ces affaires démontrent l’incohérence entre la réalité pré-Charte à post Charte quant à la présomption d’innocence.

## Son évolution après laCharte canadienne
Avec l’adoption de la Charte canadienne des droits et libertés en 1982, la présomption d’innocence est codifiée à l’article 11d) et devient un droit garantit à tous citoyens. L’article 11d) de la Charte se lit :
« 11. Tout inculpé a le droit : d) d'être présumé innocent tant qu'il n'est pas déclaré coupable, conformément à la loi, par un tribunal indépendant et impartial à l'issue d'un procès public et équitable ».
La présomption d’innocence est un principe qui est fondamental au système juridique et depuis l’adoption de la Charte canadienne des droits et libertés, ce principe a subi plusieurs changements. Il y a beaucoup de jurisprudence qui traite des aspects importants de la présomption d’innocence et de l’article 11d) de la Charte canadienne des droits et libertés.
Dans plusieurs des arrêts, des articles du Code criminel ont été jugés inconstitutionnels en vertu de l’article 11d) de la Charte. Par exemple, dans les affaires R c Oakes , [1986] 1 RCS 103, 26 DLR (4e) 200 et R c Whyte 1988 CanLII 47 (CSC), la Cour Suprême a examiné la question des dispositions du Code criminel qui comportent des clauses de renversement du fardeau et ses limites.  Il y a une incohérence entre la réalité pré et post-Charte quant aux clauses de renversement du fardeau de preuve et des présomptions statuaires.
D’après la Cour Suprême du Canada, lorsqu’une personne accusée d’une infraction peut être trouvée coupable de telle infraction lorsqu’il y existe un doute raisonnable, cela enfreint leur droit à la présomption d’innocence selon l’article 11d) de la Charte canadienne des droits et libertés. Auparavant, comme dans l’affaire R c Appleby, certains articles du Code criminel contenaient des clauses de reversement de la charge de la preuve selon lesquelles l’accusé était obligé à établir sur une prépondérance de probabilités un élément d’une infraction ou d’une défense.

### Renversement du fardeau de preuve
Dans la fameuse cause R c Oakes, la Cour Suprême du Canada, établie que la présomption d'innocence englobe deux éléments essentiels : que l’accusé soit prouvé coupable hors de tout doute raisonnable ainsi que la Couronne incombe le fardeau d’établir la culpabilité de l’accusé.
Dans les affaires Oakes, Whyte et R c Keegstra 1990 CanLII 24 (CSC), la Cour Suprême du Canada a conclu que lorsqu’une disposition du Code criminel oblige à l’accuser de réfuter selon la prépondérance des probabilités l’existence d’un fait qui constitue un élément important de l’infraction, il serait possible d’avoir une condamnation malgré l’existence d’un doute raisonnable et que cela viole la présomption d’innocence en vertu de l’article 11d) de la Charte. Cependant, il fut jugé dans Oakes qu’une disposition inconstitutionnelle peut être sauvegardée (considérée comme étant une limitation raisonnable) par l'article 1 de la Charte canadienne des droits et libertés, lorsqu’il y est sujet d’un objectif légitime du législateur (ou Parlement).

### Les faits présumés ou substitués
Dans R c Downey 1992 CanLII 109 (CSC), la Cour Suprême tient que même s’il y existe un lien rationnel entre un fait élémentaire et un fait à présumé, ce n’est pas suffisant pour rendre valide une présomption qui incombe à l’accusé le fardeau de la preuve. Telles présomptions peuvent seulement être constitutionnellement valides lorsque la preuve d’un élément substitué prouve hors de tout doute raisonnable la preuve de l’autre élément. Donc, comme la dit le juge dans R c Morrison [2019] 1 RCS 3, une présomption d’un fait élémentaire enfreint l’article 11d) de la Charte s’il n’est pas en mesure, en soi, de convaincre le juge hors de tout doute raisonnable du fait présumé. La Cour a jugé dans Downey que l’article 195(2) (maintenant l’article 212(3)) du Code criminel enfreint la présomption d’innocence, cependant, selon la majorité, cet article est sauvegardé par l’article 1 de la Charte puisque l’objectif de « s’attaquer au mal social cruel et omniprésent » (l’exploitation par les proxénètes) est suffisamment important afin de justifier la primauté d’un droit de la Charte.

### Les infractions règlementaires
Dans Wholesale Travel Group Inc, 1991 CanLII 39 (CSC), la Cour Suprême conclut que les clauses de renversements de fardeau de preuve qui oblige une personne accusée d’une infraction règlementaire d’établir la « diligence raisonnable » sont inconstitutionnelles en vertu de la présomption d’innocence (art 11d) de la Charte). Encore une fois, la Cour clarifie que cette limitation est justifiée selon l’article 1 de la Charte puisque l’empiètement de la disposition sur le droit à la présomption d’innocence n'est pas excessif selon les objectifs de la législation. Cependant, la Cour a précisé que l’interprétation des dispositions de la Charte dépend du contexte dans lequel il s’applique, que l’article 11d) de la Charte peut avoir une portée différente dans le contexte criminel et donc que les normes criminelles ne peuvent pas s’appliquer automatiquement aux infractions règlementaires. Bref, c’est seulement lorsqu’une infraction est de nature règlementaire et non criminelle, que la responsabilité stricte s’applique.

### Hors de tout doute raisonnable
Dans les affaires R c Lifchus, 1997 CanLII 319 (CSC) et R c Starr 2000 CSC 40, la Cour Suprême a élaboré sur la portée de « hors de tout doute raisonnable ». Au paragraphe 27 de l'affaire Lifchus, le juge en chef conclu qu’il faut que le jury soit instruit au fait que le fardeau de prouvé la culpabilité « hors de tout doute raisonnable » incombe toujours à la Couronne et non la défense. De plus la Cour tient aux paragraphes 30 et 31 qu’un doute raisonnable ne doit pas être « imaginaire ou frivole», que le doute est fondé sur la raison et le bon sens, qu’il doit reposer sur la preuve entendue dans la salle d’audience ainsi que la Couronne ne doit pas prouver les accusations avec une certitude absolue. La Cour Suprême vient ensuite clarifier en 2000 dans l’affaire R c Starr qu’il faut préciser au jury qu’ils ne peuvent pas acquitter l’accusé sur une prépondérance de probabilités ; la preuve « hors de tout doute raisonnable » est seulement degré inférieur de la certitude absolue et donc qu’il est beaucoup plus proche de la certitude absolue que de la preuve par prépondérance de probabilités.

## Réferences
1. ↑  François Quintard-Morénas, « The Presumption of Innocence in the French and Anglo-American Legal Traditions » (2010) 58:1 Am J Comp L 107, à la p 110. Voir aussi John Sassoon, Ancient Laws and Modern Problems: The Balance Between Justice and a Legal System, Londres (R-U), Third Millennium Publishing, 2001, à la p 42.
2. ↑  Anthony Davidson Gray, « The Presumption of Innocence Under Attack» (2017) 20:4 New Crim L Rev 569 à la p 571.
3. ↑  R c Oakes, [1986] 1 RCS 103, 26 DLR (4e) 200 au para 32 [Oakes] ; R c Dubois [1985] 2 RCS 350, 23 DLR (4e) 503 à la p 357.
4. ↑  Quintard-Morénas, supra note aux pp 110-11, et A.H. Godbey «The Place of The Code of Hammurabi » (1905) 15: 2 Monist 199.
5. ↑  Godbey, supra note 4.
6. ↑  Ibid aux pp 209-10.
7. ↑  Ibid à la p 210.
8. ↑  Robert Francis Harper, The Code of Hammurabi, King of Babylon, 2e éd, Chicago et Londres (R-U): University of Chicago Press: Callaghan & Company et Luzac & Company, 1904, à la p 11 § 1.
9. ↑  Ibid, à la p 11 § 3.
10. ↑  Alan Watson « 22.3.2 » In The Digest of Justinian, Philedelphia, University of Pennsylvania Press, 1998 (Traduction Dig 22.3.2).
11. ↑  Gray, supra note 2 à la p 597, n 139; [TRADUCTION] Code Just. 2.1.4 (Antonin, 212): ‘‘he who wishes to bring an accusation must have the evidence, likewise’’; Code Just. 4.19.23 (Diocletian & Maximian 304); Dig 22.3.2 (Paul, Ad Edictum 69).
12. ↑  Quintard-Morénas, supra note 4 à la p 111.
13. ↑  Cod Th 9.1.11. Voir aussi Quintard-Morénas, supra note 4 à la p 111.
14. ↑  Gray, supra note 2 aux pp 596-97.
15. ↑  Quintard-Morénas, supra note 4 à la p 111. Voir aussi Gray, supra note 2 à la p 597.
16. ↑  Ibid aux pp 111-12; Dig 50.17.125 (Gaius, Ad edictum provinciale 5).
17. ↑  Kenneth Pennington, « Innocent Until Proven Guilty: The Origins of a Legal Maxim » (2003) 106:124 Jurist 63 à la p 112.
18. ↑  Ibid à la p 116.
19. 1 2 3  Ibid à la p 114.
20. ↑  Hoang Thi Bich Ngoc et Prof. Vu Cong Giao, International Workshop Proceedings School of law; The Presumption of Innocence and The Prevention of Criminal Injustice, Vietnam, Hong Duc Publishing House, 2020, à la p 573.
21. ↑  Ibid à la p 573. Voir aussi Bruce P Smith, «The Presumption of Guilt and the English Law of Theft, 1750–1850 » (2005) 23:1 L & Hist Rev 133 aux pp 165-68 ; Scott E. Sundby, « The Reasonable Doubt Rule and the Meaning of Innocence» (1989) 40 Hastings LJ 457.
22. ↑  Ngoc et Giao, supra note 22 à la p 573.
23. ↑  Smith, supra note 23 à la p 167. Voir aussi n 110.
24. ↑  Richard Glover, « Woolmington in Context: The Excavation of a Case» (2023) 44:1 J Leg Hist 60.
25. ↑  Woolmington v DPP [1935] UKHL 1, AC 462 à la p 472.
26. ↑  Gray, supra note 2 à la p 590.
27. ↑  Voir Déclaration universelle des droits de l’Homme, Res AG 217A (III), Doc off AG NU, 3e sess, supp N°13, Doc NU A/810 (1948) 71, art 11(1).
28. ↑  Déclaration canadienne des droits, LC 1960, c 44, art 2(f).
29. ↑  E.A Tollefson, «The Canadian Bill of Rights and the Canadian Courts » (1961) 26:4 Sask Bar Rev 106 à la p 107.
30. ↑  Michael Mandel, « The Presumption of Innocence and the Canadian Bill of Rights: Regina v Appleby » (1972) 10:2 Osgoode Hall LJ 450.
31. ↑  Ibid. Voir aussi R c Whyte,1988 CanLII 47 (CSC) [Whyte].
32. ↑  R c Appleby (1971), [1972] RCS 303 à la p 316.
33. ↑  R c Sault-Ste Marie [1978] 2 RCS 1299.
34. ↑  NJ Strantz,«Beyond R. v. Sault Ste. Marie: The Creation and Expansion of Strict Liability and the Due Diligence Defence» (1992) 30:4 Alta L Rev 1233 aux pp 1237-39.
35. ↑  bid aux pp 1237-39. Voir aussi R c Wholesale Travel Group Inc, 1991 CanLII 39 (CSC).
36. ↑  Charte canadienne des droits et libertés, art 11(d), partie 1 de la Loi constitutionnelle de 1982, constituant l’annexe B de la Loi de 1982 sur le Canada (R-U), 1982, c 11.
37. ↑  Irit Weiser, « The Presumption of Innocence in Section 11(d) of the Charter and Persuasive and Evidential Burdens» (1988-1989) 31: 3 Crim LQ 318.
38. ↑  Alan D Gold et Natalie V Kolos, « The Reverse Onus in Regulatory Offences: An Unconstitutional Historical Anomaly » (2022) CanLII Docs 37 < https://canlii.ca/t/tsx7 >. Voir aussi Ministère de la Justice Canada, Canadian Charter of Rights Decisions, J2-530, Ottawa, Publications du Gouvernement du Canada, 1995 à la p 277.
39. ↑  Whyte, supra note 33.
40. ↑  Voir Oakes, supra note 3 ; Gouvernement du Canada, « Charterpedia : Section 11(d) – Presumption of innocence » (dernière modification le 6 Juin 2023), en ligne : Justice Canada < www.justice.gc.ca/eng/csj-sjc/rfc-dlc/ccrf-ccdl/check/art11d.html >. Voir aussi Richard Mahoney, « The Presumption of Innocence: A New Era» (1988) 67:1 Can Bar Rev 1 ; Justice Canada, supra note 40 à la p 277.
41. ↑  Justice Canada, supra note 40 à la p 277. Voir aussi Mahoney, supra note 42 aux pp 34-6.
42. ↑  Canada, Division du droit et du gouvernement, Criminal Trial and Punishment: Protection of Rights under the Charter, 1992 n° de catalogue 91-8E, par Marilyn Pilon, Ottawa, Publications du Gouvernement du Canada , 24 février 2000 ; Oakes, supra note 3.
43. 1 2  Pilon, supra note 44.
44. ↑  R c Morrison [2019] 1 RCS 3 au para 56.
45. ↑  R c Wholesale Travel Group Inc, 1991 CanLII 39 (CSC) [Wholesale].
46. ↑  Strantz, supra note 36 aux pp 1237-39.
47. ↑  Wholesale, supra note 48 aux pp 161-62.
48. ↑  Strantz, supra note 36 à la p 1239.
49. ↑  R c Lifchus, 1997 CanLII 319 (CSC) au para 27.
50. ↑  Ibid au para 31.
51. ↑  Ibid aux paras 30-1.
52. ↑  R c Starr 2000 CSC 40 aux paras 95-7.